# Preriokur dwuczuby
Preriokur dwuczuby, cietrzew preriowy (Tympanuchus cupido) – gatunek średniej wielkości ptaka z rodziny kurowatych (Phasianidae), zamieszkujący Amerykę Północną. Narażony na wyginięcie.

## Systematyka
Wyróżniono trzy podgatunki T. cupido:
- †T. cupido cupido – preriokur dwuczuby – takson wymarły[3], występował we wschodnich USA od Maine do Wirginii.
- T. cupido pinnatus – preriokur długoczuby – południowo-centralna Kanada do północno-wschodniego Teksasu.
- T. cupido attwateri – preriokur wydmowy – południowo-wschodni Teksas.

## Występowanie
Żyje na prerii północnoamerykańskiej, głównie w środkowej części USA. Dawniej jego zasięg występowania był dużo większy.
Lubi otwarte, trawiaste tereny. Czasem osiedla się na lotniskach np. w Michigan.

## Cechy gatunku
Wielość ok. 45 cm. Kogut ma na szyi pomarańczowe worki, które nadyma podczas toków. Podwójny czub z piór na głowie oraz pomarańczowe gołe płaty skóry nad oczami. Ogon zaokrąglony. Skrzydła i plecy brązowo-czarno-białe. Brzuch czarno-biały. Kura podobna do koguta, lecz nie ma worków na szyi, czuba na głowie oraz gołej skóry nad oczami.

## Gody
Na tokowiskach samce nadymają worki szyjne i wydają buczący dźwięk, chodząc pochylone.

## Pożywienie
Pożywieniem preriokura dwuczubego są trawy, byliny, zboża, liście i owady.

## Status i zagrożenia
Międzynarodowa Unia Ochrony Przyrody (IUCN) od 2020 roku uznaje preriokura dwuczubego za gatunek bliski zagrożenia (NT – Near threatened). Od 2004 roku był narażony (VU – vulnerable), a jeszcze wcześniej (od 1988 roku) miał on status gatunku najmniejszej troski (LC – least concern). Liczebność populacji w 2004 roku szacowano na około 700 tysięcy osobników. Trend liczebności populacji jest rosnący.
Podgatunek T. c. cupido wyginął wskutek nadmiernych polowań, ostatni osobnik umarł w 1932 roku na wyspie Martha’s Vineyard w stanie Massachusetts. T. c. attwateri jest na skraju wyginięcia, a T. c. pinnatus jest szeroko rozpowszechniony, choć i on w niektórych stanach wyginął bądź jest zagrożony wyginięciem. Największym zagrożeniem dla ptaka jest człowiek. Polowania odbywają się nie tylko dla mięsa, ale również dla trofeów myśliwskich.